# Blessure (film)
Pour les articles homonymes, voir Blessure (homonymie).
Pour plus de détails, voir Fiche technique et Distribution.
Blessure est un film français réalisé par Michel Gérard et sorti en 1985.

## Fiche technique
- Titre : Blessure
- Réalisation : Michel Gérard
- Scénario : Michel Gérard, Florent Pagny et Jacques Penot
- Photographie : Renan Pollès
- Décors : Jean Bauer
- Son : Pierre Befve
- Musique : Roland Bocquet et Paul Ives
- Montage : Anick Baly
- Production :  Ciné 84 Productions - M.G. Productions - Rex Oreg
- Pays d'origine :  France
- Durée : 85 minutes
- Date de sortie : France - 21 août 1985

## Distribution
- Florent Pagny
- Patricia Millardet
- Boris Bergman
- Rosette
- Riton Liebman
- Jean-François Garreaud
- Bob Annette
- Jean-Pierre Loustau
- Patrick Chauvel
- Serge Malik
- Michel Berto
- Odile Pagny
- Jean Pagny
- Paul Ives